# Artucephalus fasciatus
Artucephalus fasciatus är en insektsart som beskrevs av Delong 1943. Artucephalus fasciatus ingår i släktet Artucephalus och familjen dvärgstritar. Inga underarter finns listade i Catalogue of Life.